# Бера (граф на Барселона)
Берà (на каталонски: Berà; * 770?; † 844, Руан) е западноготски благородник в днешна Каталония, от 801 до 820 г. първият граф на Барцелона и маркграф на Готия, граф на Жирона (812 или 817 – 820), граф на Разес и Конфлан (790 – 814).

## Биография
Той е син на Вилхелм от Гелон († пр. 814) и Кунигунда († пр. 795), първата съпруга на баща му. Брат е на Герберга (Гербих) († 834) и полубрат на Бернар (795 – 844) и Госелм († 834).
През 790 г. баща му му дава управлението на графствата Разес и Конфлан, а Русильон на синът му от другия брак Госелм.
През 801 г. баща му завладява град Барцелона заедно с Лудвиг Благочестиви. Бера е под голямо влияние на готската си майка. През 804 г., 808 г., 809 г. и 815 г. той участва в походите към река Ебро на Лудвиг Благочестиви против маврите. В Памплона през 817 г. баските се съюзяват с маврите, сключва се примирие. Полубратята му Госелм, граф на Русильон, и Бернар, по-късният херцог на Септимания, са против това примирие.
През 820 г. Бера е поканен на импреското събрание в Аахен, където е обвинен в измяна и предателство и осъден на смърт. Император Лудвиг Благочестиви, който не смята Берà за измамник, отменя наказанието и го изгонва в Руан, където той умира през 844 г.
Неговите собствености са поделени. Графствата Барцелона, Жирона и Бесалú са дадени на франка Рампó. Графствата Разèс и Готия получава Гуилемó, синът на Берà, който вече ги управлявал още от 812 или 813 г.

## Фамилия
Бера се жени за готската благородничка Ромила. Те имат децата:
- Гуилемó (Гильо́м или Гуилемундус, Вилемунд) († сл. 827), граф на Разес и Конфлан (814 – 827)
- Àргила от Конфлан († 844/846), граф на Разес и Конфлан (844 – 846)
- Мило († сл. 865)
- Ротруда († сл. 844); мъж: Аларик († пр. 844)